# مايكروسوفت ون نوت
مايكروسوفت ون نوت (بالإنجليزية: Microsoft OneNote)‏ (يعرف سابقاً مايكروسوفت اوفيس ون نوت) هو تطبيق حاسب على شكل نموذج حر لجمع المعلومات وتعاون المستخدمين. يمكن جمع ملاحظات المستخدم (بخط اليد أو الطباعة بلوحة المفاتيح)، الرسومات، القصاصات، والتعليقات الصوتية ومشاركتها مع مستخدمين آخرين لون نوت عبر الشبكة. نسخة سطح المكتب من ون نوت متوفرة لمستخدمي بيئة ويندوز.

## نظرة عامة
من خلال مايكروسوفت ون نوت، يتمكن المستخدمون من إدخال النصوص، إنشاء الجداول، وإدراج الصور. ولكن على عكس معالج النصوص، يمكن للمستخدمين الكتابة في أي مكان على نافذة مستند مرئي غير محدود عن طريق الضغط على المكان. بالإضافة إلى أن المستخدمين لا يحتاجون إلى حفظ ترتيب معين؛ ون نوت يحفظ البيانات تلقائياً كما يتم إدخالها.
يتم حفظ المعلومات في مايكروسوفت ون نوت في صفحات (Pages)، التي يتم ترتيبها على شكل أقسام (Sections) داخل كتب ملاحظات (Notebooks). تم تصميم كتب الملاحظات لجمع وترتيب ومشاركة المواد التي تم جمعها، بينما تستخدم معالجات النصوص (Word Processors) وويكي (Wiki) غالباً للنشر فقط. يظهر الفرق عند بعض الخصائص والمميزات:
- قد تكون الصفحات كبيرة جداً.
- لا يوجد تخطيط أو هيكل موحد للصفحات.
- لصق الصور دون فقدان جودتها.
- نقل الصفحات داخل إطار والكتابة عليها من خلال قلم الكتابة (Stylus) على الجهاز أو الطباعة أو أدوات الرسم.
- يمكن للمستخدمين إضافة تسجيلات للوسائط المتعددة أو روابط.
- تدوين الملاحظات من خلال التحدث من خلال أداة الإملاء.[10]
- ترجمة النص أو كامل الصفحة.[11]
- حل المعادلات الرياضية مع مساعد الرياضيات.[11]

صيغة ملفات ون نوت(.one) هي ملكية خاصة لـ ون نوت. واجهة برمجة التطبيقات (API) التي نشرتها مايكروسوفت لبرنامج ون نوت كان ناتجها عدد صغير من الإضافات (Extensions) التي تمت كتابتها من المطورين.
يُستخدم برنامج ون نوت غالباً عن طريق الحاسبات المحمولة أو الحاسبات الشخصية، ولكن هنالك ميزات إضافية يمكن الاستفادة منها عند تشغيل برنامج ون نوت على الحاسبات اللوحية، من هذه الميزات أنك تستطيع إدخال البيانات في البرنامج عن طريق القلم أو الصوت أو الفيديو عوضاً عن استخدام لوحة المفاتيح.
خاصية تعدد المستخدمين تمكنك من العمل دون الاتصال بالانترنت ولاحقاً تتم عملية المزامنة والدمج. هذا ما يجعل البرنامج أداة للعمل الجماعي حيث يدعم المستخدمين الذين لا يستطيعون الاتصال بالإنترنت طوال الوقت. تم تصميم برنامج ون نوت ليكون أداة تعاونية حيث يسمح لشخص أو أكثر من شخص بالعمل على صفحة واحد في وقت واحد.
في 17 مارس 2014، أصدرت ويندوز واجهة برمجة تطبيقات مايكروسوفت ون نوت للخدمة السحابية التي تمكن مطوري تطبيقات الجهات الخارجية من دمج الخدمة في تطبيقاتهم. تعمل واجهة برمجة التطبيقات على السحابة المتاحة عالميًا من مايكروسوفت وترسل البيانات من التطبيقات إلى مايكروسوفت ون نوت الخاص بالمستخدم. كل مستخدم مايكروسوفت ون درايف لديه 5 جيجا بايت من مساحة التخزين السحابية المتاحة مجانا. كما يمكن لـ مايكروسوفت ون نوت إجراء التعرف الضوئي على الأحرف على صور النص ويمكنه عرض صفحات الويب كلقطة الصور.
أعلنت مايكروسوفت أيضًا عن عدد من الميزات الجديدة في مايكروسوفت ون نوت التي تستخدم واجهة برمجة التطبيقات للخدمة:
- مايكروسوفت ون نوت Clipper: تطبيق مختصر للمستعرض يستخدم واجهة برمجة تطبيقات خدمة مايكروسوفت ون نوت ويمكّن المستخدمين من حفظ لقطة شاشة لصفحة ويب في مايكروسوفت ون نوت مع الرابط. يصبح النص الموجود في لقطة الشاشة قابلاً للبحث باستخدام التعرف الضوئي على الأحرف.[15]
- إرسال بريد إلكتروني إلى مايكروسوفت ون نوت: ميزة تتيح للمستخدمين إرسال رسائل بريد إلكتروني إلى العنوان onenote.com من معرف البريد الإلكتروني المحدد مسبقًا لحفظ محتويات البريد الإلكتروني في مايكروسوفت ون نوت.[16]

## دعم أنظمة التشغيل
يعمل مايكروسوفت ون نوت 2003 على ويندوز 2000، ويندوز إكس بي، ويندوز فيستا وويندوز 7. ون نوت 2007 تخلى عن العمل على ويندوز 2000.
يدعم مايكروسوفت ون نوت خاصية ويندوز لايف ميش، مما يعطيه (سحابياً) مساحة تخزينية وتزامن لملفات الون نوت التي يمكن استعراضها والتعديل عليها من قبل مستخدمي ون نوت، بالإضافة إلى أوفيس أونلاين. ون نوت 2007 يدعم أيضاً التعديل المتزامن، حيث يسمح لأكثر من مستخدمن من التعديل على نفس المستند في نفس الوقت.
مايكروسوفت ون نوت متوفر أيضاً على الهواتف المحمولة، يوجد نسخة للهواتف الذكية في حزمة اوفيس على نظام التشغيل ويندوز فون 7. هذه النسخة تدعم كتابة الملاحظات التي يتم حفظها محلياً على الهاتف، أو تتم مشاركتها عبر ويندوز لايف سكايدرايف أو مايكروسوفت شير بوينت عن بُعد. ‘‘مايكروسوفت ون نوت موبايل‘‘ موجود ضمن النسخة الاحترافية من ويندوز موبايل 6.1. مايكروسوفت ون نوت موبايل للإصدارات الأقدم من ويندوز موبايل والحاسبات الجيبية موجود ضمن مايكروسوفت ون نوت 2007. أصدرت مايكروسوفت نسخة تعمل دون اتصال (Standalone) على نظام Apple iOS يمكن تنزيلها من خلال آب ستور.
هناك نسخة مجانية لجهاز آي باد تم تطويرها من قِبل شركة آكيورت سوفتوير. اسم المنتج Outline. قامت شركة بزنسوير تكنولوجيز بتطوير نسخة لنظام التشغيل آي أو إس وأندرويد، تحت مسمى (MobileNoter).
يدعم مايكروسوفت ون نوت التحرير المتزامن لمستندات مايكروسوفت ون نوت المشتركة بواسطة عدة مستخدمين عندما يتم تخزين المستند في مجلد مشترك في مايكروسوفت ون نوت. تم دعم دروبوكس لبعض الوقت كبروتوكول مزامنة، ولكن بعد إيقاف Windows Live Mesh ، دعمه ون نوت للتخزين المستند إلى مجموعة النظراء ومزامنة ملفات مايكروسوفت ون نوت. يمكن لعملاء مايكروسوفت ون نوت، بما في ذلك تطبيق مايكروسوفت ون نوت على الويب لـ أوفس اونلاين، عرضها وتحريرها.
يتوفر مايكروسوفت ون نوت أيضًا للهواتف المحمولة. أصدرت مايكروسوفت تطبيق مايكروسوفت ون نوت مستقل لنظامي التشغيل آي أو إس  وأندرويد، وكل منهما مجاني بسعة تخزين تصل إلى 5 جيجابايت كجزء من مايكروسوفت ون درايف. بعد 5 غيغابايت، يمكن للمستخدمين ترقية مايكروسوفت ون درايف لتوسيع مساحة التخزين الخاصة بهم. في 1 يوليو 2013، أصدرت مايكروسوفت الإصدار 2 من تطبيقها لجهاز آي باد، والذي يحتوي على ميزات محدثة بشكل كبير، لتتوافق بشكل أكبر مع تلك المتوفرة على نظام Windows الأساسي. في 19 أغسطس 2014، قامت مايكروسوفت بتحديث مايكروسوفت ون نوت لأجهزة الكمبيوتر اللوحية التي تعمل بنظام أندرويد لتضمين دعم الكتابة اليدوية والتنقل المريح باللمس. يدعم هذا الإصدار دفاتر الملاحظات المخزنة على مايكروسوفت ون درايف أو مايكروسوفت شير بوينت.
تم تضمين مايكروسوفت ون نوت موبايل للهواتف الذكية القديمة التي تعمل بنظام ويندوز موبايل وأجهزة كمبيوتر الجيب في ون نوت 2007. وكان ون نوت متاحًا على Symbian كجزء من تطبيقات مايكروسوفت. كان إصدار متجر Windows من مايكروسوفت ون نوت (المعروف سابقًا باسم OneNote MX) متاحًا لنظامي التشغيل Windows 8 و RT ، باستخدام OneDrive كمكان تخزين. تم تحسينه للاستخدام على الأجهزة اللوحية من خلال تنفيذ واجهة قائمة دائرية واستدعاء وظائف نظام التشغيل الخاصة بالكمبيوتر اللوحي.
في 17 مارس 2014، أصدرت مايكروسوفت ون نوت للماك. وهو متوافق مع نظام التشغيل مالك OS X 10.9 والإصدارات الأحدث ويمكن تنزيله مجانًا من Mac App Store. أتاحت مايكروسوفت أيضًا ون نوت 2013 لسطح مكتب Windows مجانًا. يعتمد كل من مايكروسوفت ون نوت وماك على نموذج فريميوم. كانت ميزات Premium مثل دعم SharePoint ومحفوظات الإصدار وتكامل Outlook متوفرة سابقًا لعملاء Office 365 و Office 2013 فقط،  ولكن في 13 فبراير 2015، أزالت Microsoft جميع قيود الميزات، باستثناء إنشاء دفاتر الملاحظات المحلية — يخزن الإصدار المجاني فقط دفاتر الملاحظات على OneDrive — من البرامج، مما يجعل استخدامه مجانيًا تمامًا.
أصبح مايكروسوفت ون نوت جزءًا لا يتجزأ من Windows 10 ونظيره في الهاتف المحمول، مع ميزات تجعل التطبيق أكثر انسجامًا مع نظرائه في iPhone / iPad و Android. ومع ذلك، يتيح تطبيق Android ثلاث دقائق فقط من التسجيل الصوتي اعتبارًا من يوليو 2017. [بحاجة لمصدر]
في عام 2018، أعلنت شركة مايكروسوفت أنه بالنسبة إلى ون نوت على نظام التشغيل ويندوز، سيكون ون نوت المستند إلى النظام الأساسي العالمي لنظام التشغيل Windows هو التجربة الافتراضية لمستخدمي Office على ويندوز. سيظل إصدار Win32 / Win64 «سطح المكتب» معروفًا باسم ون نوت 2016 على الرغم من إصدار Office 2019، ولم يعد يتلقى ميزات جديدة، ولن يتم تثبيته مع اوفس افتراضيًا، ولكنه يظل متاحًا كخيار.
ومع ذلك، عكست Microsoft هذا القرار في عام 2019، وأعلنت أن كلا الإصدارين سيحصلان على تطوير نشط، وسيتم تثبيت إصدار سطح المكتب مرة أخرى مع Office افتراضيًا. تمت إعادة تسمية تطبيق سطح المكتب إلى ون نوت ببساطة،  ليطابق البرامج الأخرى في أوفس 365.

## الاختلافات في الإصدار والترخيص
يحتوي سطح المكتب مايكروسوفت ون نوت على وظائف مختلفة وواجهات مستخدم، والتي تختلف أيضًا عن إصدارات الأنظمة الأساسية الأخرى. مقارنةً بـ مايكروسوفت ون نوت مايكروسوفت ويندوز 10، يحتوي سطح المكتب مايكروسوفت ون نوت على واجهة شريط Office كاملة، ويتميز بأكثر خيارات التخصيص، ويعمل على إصدارات متعددة من ويندوز، ويوفر إمكانية دعم الكمبيوتر الدفتري المحلي بدلاً من التخزين السحابي ون درايف؛ إنها النسخة الوحيدة لأي منصة تقدم الميزة الأخيرة، حتى كخيار مدفوع.
بالإضافة إلى الاختلافات في الإصدار، تختلف ميزات مايكروسوفت ون نوت على نظامي التشغيل مايكروسوفت ويندوز وماك وفقًا لما إذا كان مثبتًا كبرنامج مجاني أو مدفوع. في حالة وجود ترخيص Office «متوافق» (سواء للاشتراك في Office 365 أو Office 2019 الدائم) على الجهاز، فإن جميع إصدارات سطح مكتب مايكروسوفت ويندوز وماك تفتح جميع الوظائف الإضافية، والتي تختلف وفقًا للإصدار: يضيف مايكروسوفت ون نوت لسطح المكتب دعمًا محليًا للكمبيوتر الدفتري، ويضيف إصدار ماك ملصقات، ويكتسب مايكروسوفت ون نوت عددًا من الميزات بما في ذلك الملصقات وإعادة تشغيل الحبر والباحث ومساعد الرياضيات. المزيد من الميزات المتميزة قيد التطوير لإصدارات ماك ومايكروسوفت ويندوز.

## التقييم
راجع كريستوفر داوسون OneNote 2010، وأعلن عن مراجعته الإيجابية "OneNote is Office 2010's killer app in education" (ون نوت هو تطبيق أوفيس 2010 القاتل في مجال التعليم). وتكهن بأن التطبيق سيكون مفيدًا بشكل خاص كأداة لتدوين الملاحظات للطلاب.

## برامج مشابهة
- Evernote
- Google Keep

## وصلات خارجية
- مايكروسوفت ون نوت على موقع Google Play (الإنجليزية)
- الموقع الرسمي